# Uloborus conus
Uloborus conus là một loài nhện trong họ Uloboridae.
Loài này thuộc chi Uloborus. Uloborus conus được miêu tả năm 1982 bởi Opell.